# Jagarane
Die Jagarane (norwegisch für [die] Jäger, englisch Jagar Islands) sind eine Gruppe kleiner Inseln vor der Küste des ostantarktischen Kemplands. Sie liegen unmittelbar vor Kap Boothby.
Norwegische Kartographen, welche die Inseln auch benannten, kartierten sie anhand von Luftaufnahmen der Lars-Christensen-Expedition 1936/37. Das Antarctic Names Committee of Australia überführte diese Benennung 1965 ins Englische.